# 池田義雄
池田 義雄（いけだ よしお、1935年3月29日 - ）は内科学を専門とする日本の医学者。日本生活習慣病予防協会理事長、セルフメディケーション推進協議会会長、タニタ体重科学研究所所長、糖尿病治療研究会代表幹事などを務める。

## 人物
長野県出身。1961年に東京慈恵会医科大学医学部を卒業、同大学講師、助教授、教授を務め、2000年に退任。医学博士。
1997年度日本肥満学会会長。厚生労働省薬事・食品衛生審議会新開発食品調査部会委員。2005年日本糖尿病学会坂口賞を梶沼宏と共同で受賞。日本糖尿病・肥満動物学会第5回平成24年後藤賞受賞。2014年度（平成26年）日本肥満学会功労賞受賞。
2011年の池田の著書『量る・計る・食べるダイエット』がトーハン調べ「2011年 年間ベストセラー」に入った。